# Polícia de Segurança Pública
La Polícia de Segurança Pública (PSP) (en idioma español: Polícia de Seguridad Pública) es una de las dos fuerzas de policía nacional en Portugal encargada de defender de la legalidad democrática, garantizar la seguridad interna y defender los derechos de los ciudadanos. A pesar de tener muchas otras funciones, la PSP es conocida por ser la fuerza de seguridad responsable de las grandes áreas urbanas de Portugal, ya que la vigilancia de las áreas rurales está reservada normalmente a la Guarda Nacional Republicana, el cuerpo de gendarmería nacional. 

## Historia
La PSP tiene orígenes bastante antiguos que se remontan a los antiguos Quadrilheiros de la Edad Media, a la Intendência-Geral da Polícia da Corte e do Reino, creada en 1780 y a la Polícia Civil, creada en 1867. La Polícia de Segurança Pública adoptó este nombre en 1927, con la reorganización de la entonces denominada Polícia Cívica. La Polícia Cívica había sido creada en el reinado de Luis I con el nombre de Polícia Civil, pasando después por numerosas reorganizaciones, dando origen, entre otras, a las actuales PSP y Polícia Judiciária.

## Vehículos de la PSP

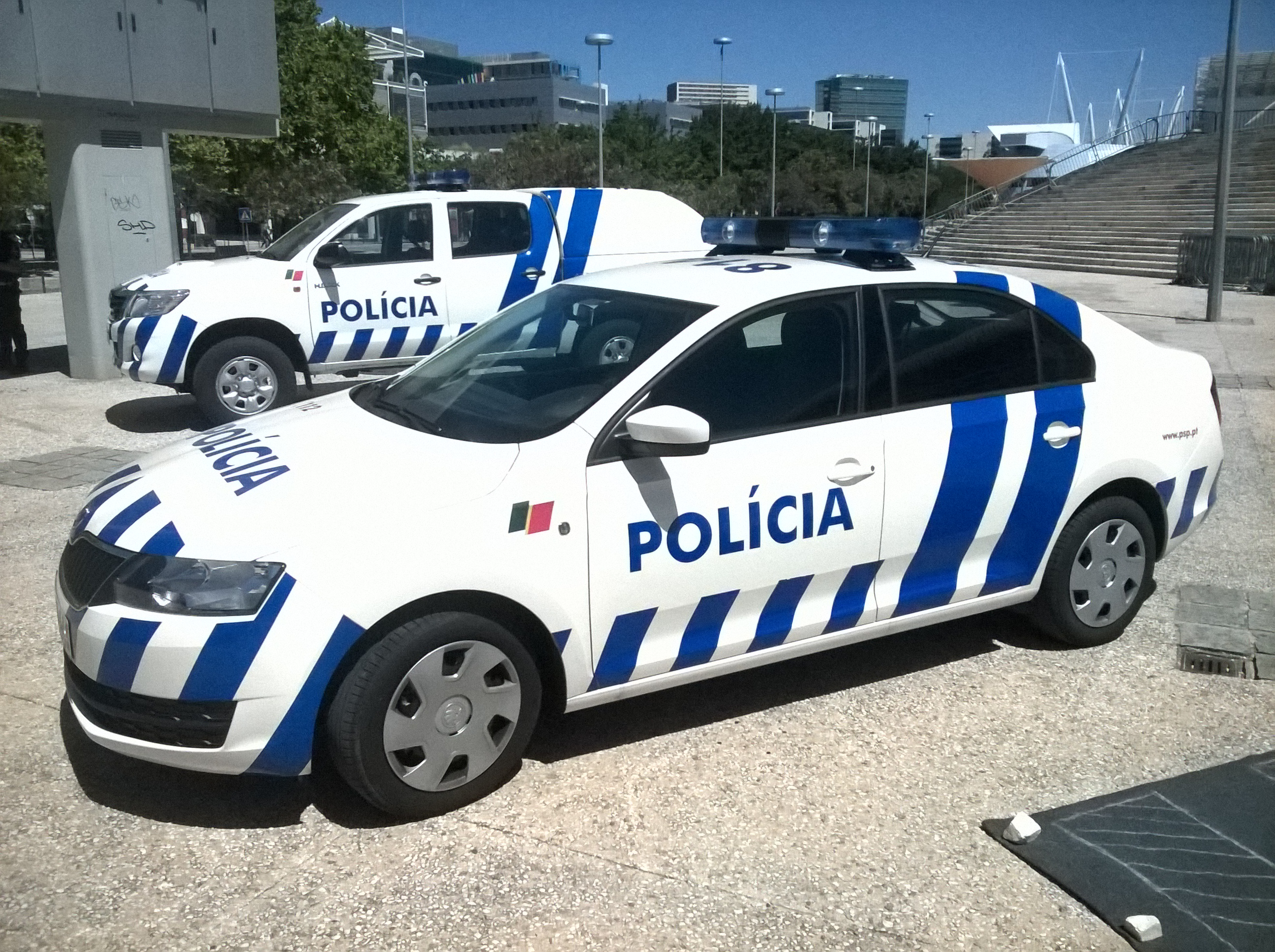
Patrulla Skoda Octavia y Toyota Hilux pick-up.
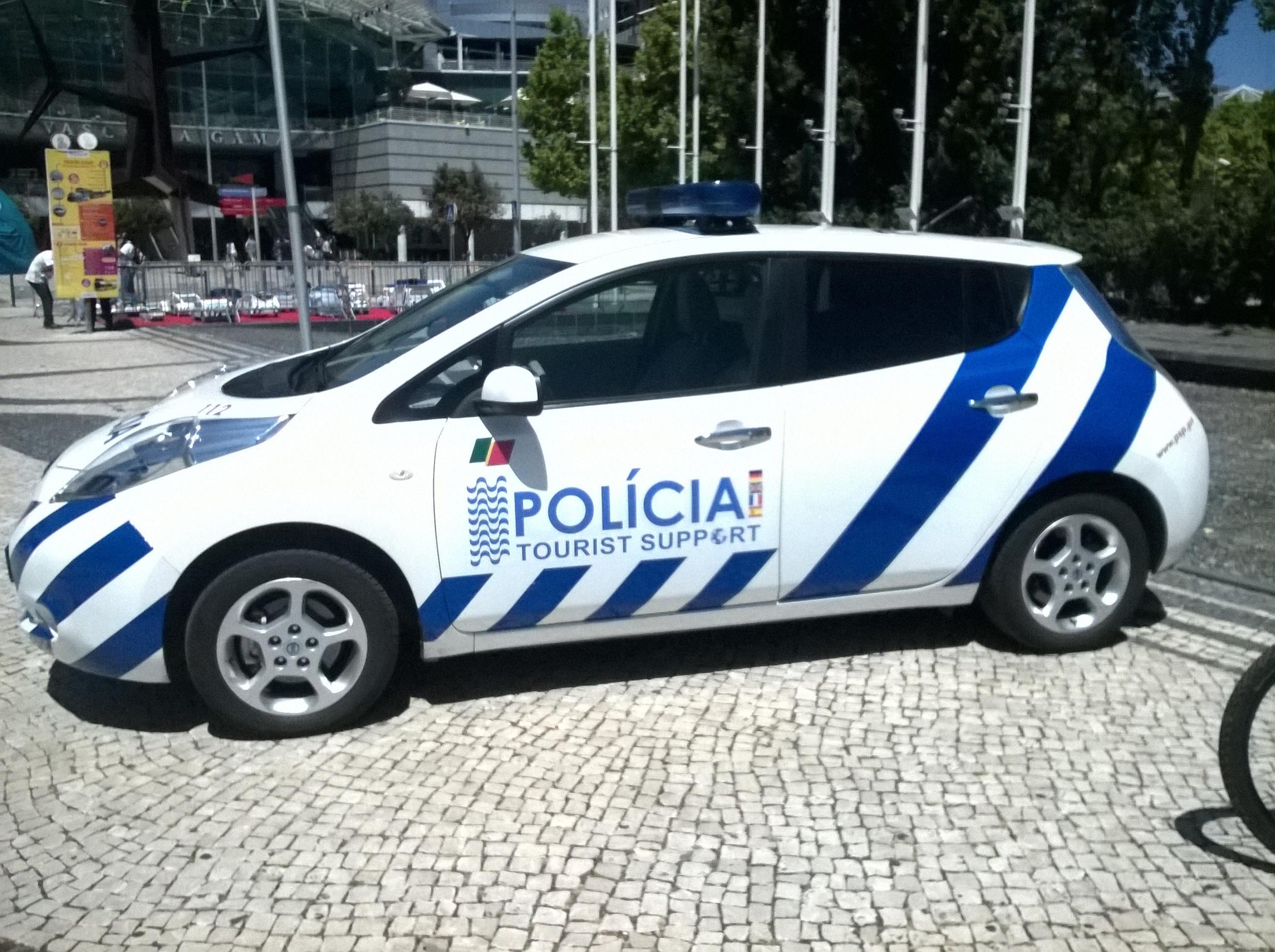
Nissan Leaf patrulla eléctrica para turistas.
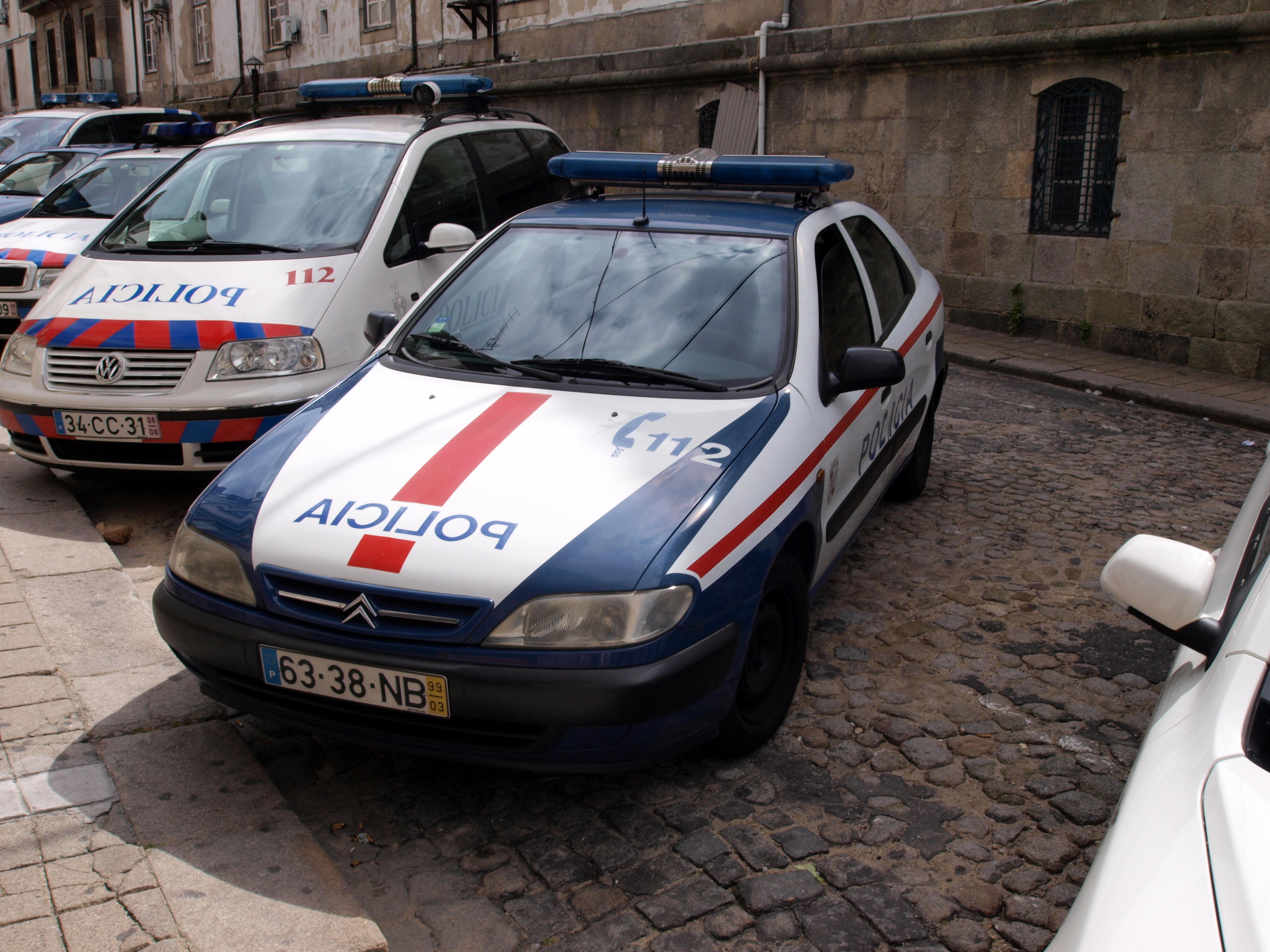
Patrulla Citroën con antiguo diseño en Oporto (1999).
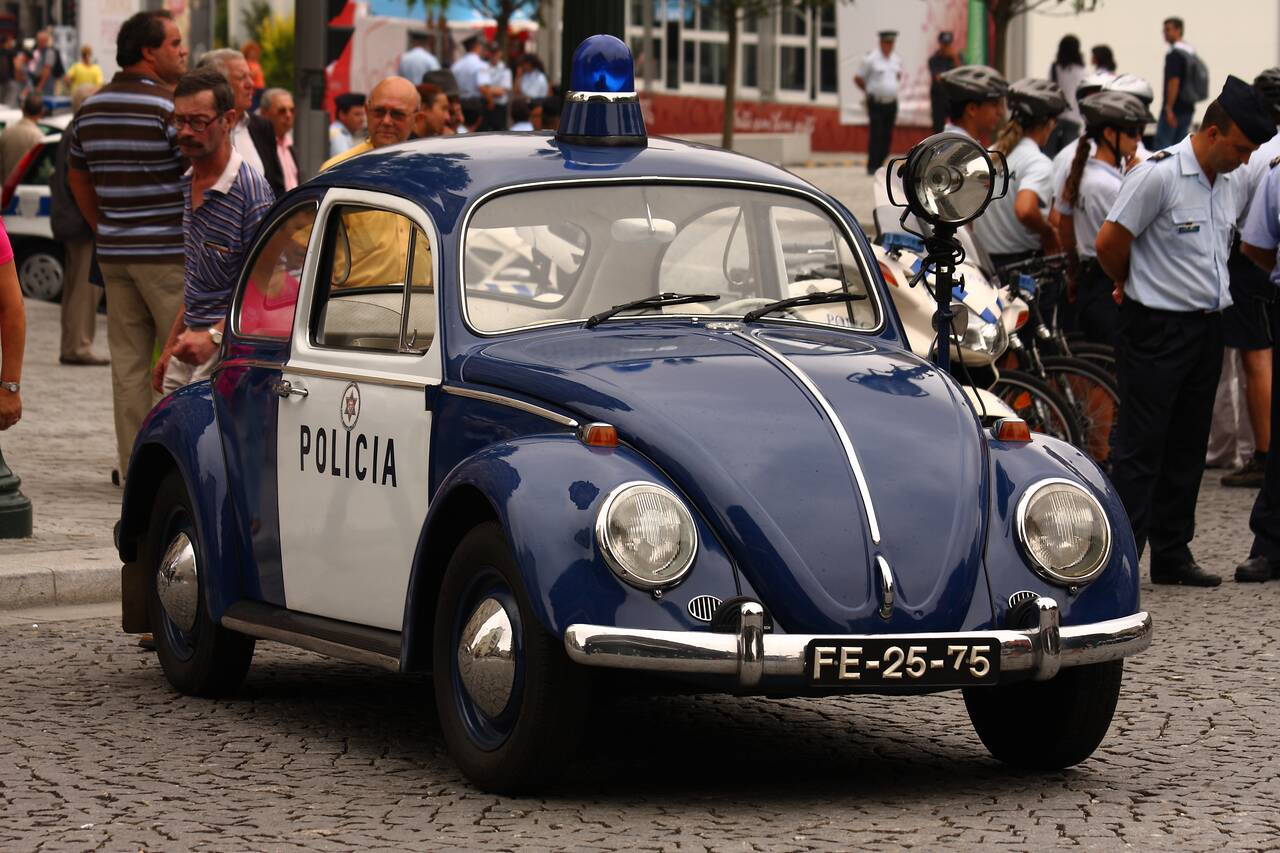
Antigua patrulla Volkswagen Beetle (1979).